# Еджике Узоеньї
Еджике Узоеньї (англ. Ejike Uzoenyi, нар. 23 березня 1992, Аба) — нігерійський футболіст, півзахисник клубу «Енугу Рейнджерс» та національної збірної Нігерії.
У складі збірної — володар Кубка африканських націй. 

## Клубна кар'єра
У дорослому футболі дебютував 2005 року виступами за команду клубу «Еньїмба», в якій провів три сезони.
Своєю грою за цю команду привернув увагу представників тренерського штабу клубу «Енугу Рейнджерс», до складу якого приєднався 2008 року. Відіграв за команду з Енугу наступні п'ять сезонів своєї ігрової кар'єри.
Частину 2013 року провів у Франції, де на умовах оренди грав за місцевий «Ренн». Провів за французьку команду лише одну гру, тричі виходив на поле за другу команду «Ренна».
До складу «Енугу Рейнджерс» повернувся 2013 року.

## Виступи за збірну
2012 року дебютував в офіційних матчах у складі національної збірної Нігерії. Наразі провів у формі головної команди країни 19 матчів, забивши 3 голи.
У складі збірної був учасником Кубка африканських націй 2013 року у ПАР, здобувши того року титул континентального чемпіона.

## Титули і досягнення
- Володар Кубка африканських націй (1): 2013